# Makarora River
Der Makarora River ist ein Fluss in der Region Otago auf der Südinsel Neuseelands.

## Geographie
Seine Quelle liegt im Mount-Aspiring-Nationalpark an der Südflanke des 2516 m hohen Mount Brewster in den Neuseeländischen Alpen nahe dem Haast Pass/Tioripatea, der die Wasserscheide zwischen den Tälern des Makarora und Haast River bildet. Der Makarora River führt unter anderem Schmelzwasser von Gletschern ab und fließt zunächst in südlicher, dann in östlicher Richtung. Südlich des Haast Pass knickt er nach Südosten ab, passiert den Ort Makarora und mündet in das Nordende des Lake Wānaka. Besonders im Mittel- und Unterlauf ist der Fluss ein verflochtener Fluss.

## Infrastruktur
Der New Zealand State Highway 6 folgt der linken Flussseite bis wenige Kilometer südlich des Haast Pass/Tioripatea, welchen der Highway überquert, während der Fluss nach Osten abknickt.
Durch das Tal führen verschiedene Wanderwege. Der Fluss wird zum Angeln und Jetbootfahren genutzt.